# Aaata finchi
Aaata finchi es una especie de escarabajo del género Aaata, familia Buprestidae. Es la única especie del género Aaata. Fue descrita científicamente por Waterhouse en 1884.

## Descripción
Es una de las especies más grandes de la familia Buprestidae, alcanzando hasta 7 cm (2,8 pulgadas) de longitud.

## Distribución
Se encuentra en Asia, en la región del Baluchistán.